# Earl of Worcester
Earl of Worcester ist ein erblicher britischer Adelstitel in der Peerage of England, benannt nach der Stadt Worcester in England, der nunmehr von dem jeweiligen Duke of Beaufort als nachgeordneter Titel getragen wird.

## Verleihungen
Der Titel wurde insgesamt fünfmal geschaffen. Erstmals geschah dies 1138 zugunsten von Waleran de Beaumont, Graf von Meulan, Sohn von Robert de Beaumont, Graf von Meulan und 1. Earl of Leicester, und Zwillingsbruder von Robert de Beaumont, 2. Earl of Leicester, der aber die Grafschaft in den Auseinandersetzungen zur Zeit des Königs Stephan nicht halten konnte.
Eine zweite Verleihung erfolgte erst mehr als 200 Jahre später am 29. September 1397 an Sir Thomas Percy, dem der Titel allerdings schon sechs Jahre später wieder aberkannt wurde. Er hatte an der Rebellion seines Neffen Sir Henry Percy gegen König Heinrich IV. teilgenommen.
Im Februar 1421 folgte die nächste Verleihung, dieses Mal an Richard Beauchamp, 2. Baron Bergavenny, der aber schon am 16. April 1422 ohne männlichen Erben starb.
Der Titel wurde am 16. Juli 1449 für John Tiptoft, 2. Baron Tiptoft zum vierten Mal geschaffen. Dieser bekleidete viele hohe Staatsämter, insbesondere das des Lord High Treasurer und des Lord High Constable of England. Er hatte bereits 1443 von seinem Vater John Tiptoft, 1. Baron Tiptoft (1400–1443) den Titel Baron Tiptoft geerbt, der diesem am 7. Januar 1426 durch Writ of Summons verliehen worden war. Er wurde 1470 wegen Hochverrats hingerichtet und ihm seine Titel aberkannt, diese wurden aber 1471 für dessen einzigen Sohn Edward Tiptoft als 2. Earl wiederhergestellt. Die Titel erloschen schließlich beim kinderlosen Tod dieses 2. Earls am 12. August 1485.
Die fünfte Verleihung ist diejenige, welche bis heute besteht. Sie erfolgte am 1. Februar 1514 an Sir Charles Somerset, einen unehelichen Sohn von Henry Beaufort, 2. Duke of Somerset. Sir Charles war als Lord Chamberlain of the Household ein enger Vertrauter von König Heinrich VIII. Dessen Sohn, der spätere 2. Earl of Worcester, hatte um 1513 von seiner Mutter auch den Titel 4. Baron Herbert geerbt. Dessen Urenkel, erhielt, bevor er seinen Vater 1628 als 5. Earl of Worcester beerbte, bereits vorzeitig am 31. Januar 1604 durch Writ of Acceleration dessen nachgeordneten Titel als 7. Baron Herbert und wurde, nachdem er König Karl I. massiv finanziell unterstützt hatte, von diesem am 2. März 1643 zum Marquess of Worcester erhoben. Auch dessen Sohn, der spätere 2. Marquess, unterstützte Karl I. im Bürgerkrieg und wurde von diesem um den 10. Januar 1645 zum Earl of Glamorgan und Baron Beaufort, of Caldecote Castle in the County of Monmouth, erhoben. Da das Letters Patent zu diesen beiden Titel in den Wirren des Bürgerkrieges offenbar nie mit dem Great Seal besiegelt wurde, ist die Gültigkeit der Verleihung bis heute umstritten. Dessen Sohn, der 3. Marquess wurde am 2. Dezember 1682 von König Karl II. zum Duke of Beaufort erhoben. Seitdem werden die genannten Titel, die alle zur Peerage of England gehören, als nachgeordnete Titel des jeweiligen Duke of Beaufort geführt. Der Titel Marquess of Worcester wird seit 1682 als Höflichkeitstitel vom ältesten Sohn und Erben (Heir Apparent) des Duke verwendet.

## Liste der Earls und Marquesses of Worcester

### Earls of Worcester, erste Verleihung (1138)
- Waleran de Beaumont, 1. Earl of Worcester (1104–1166)

### Earls of Worcester, zweite Verleihung (1397)
- Thomas Percy, 1. Earl of Worcester (1343–1403)

### Earls of Worcester, dritte Verleihung (1421)
- Richard Beauchamp, 1. Earl of Worcester (um 1397–1422)

### Earls of Worcester, vierte Verleihung (1449)
- John Tiptoft, 1. Earl of Worcester (um 1427–1470) (Titel verwirkt 1470)
- Edward Tiptoft, 2. Earl of Worcester (um 1469–1485) (Titel wiederhergestellt 1471)

### Earls of Worcester, fünfte Verleihung (1514)
- Charles Somerset, 1. Earl of Worcester (um 1450–1526)
- Henry Somerset, 2. Earl of Worcester (um 1495–1548)
- William Somerset, 3. Earl of Worcester (vor 1526–1589)
- Edward Somerset, 4. Earl of Worcester (1553–1628)
- Henry Somerset, 1. Marquess of Worcester, 5. Earl of Worcester (1577–1646)
- Edward Somerset, 2. Marquess of Worcester, 6 Earl of Worcester (1601–1667)
- Henry Somerset, 1. Duke of Beaufort, 7. Earl of Worcester (1629–1700)
- Henry Somerset, 1. Duke of Beaufort, 8. Earl of Worcester (1629–1700)
- Henry Somerset, 2. Duke of Beaufort, 9. Earl of Worcester (1684–1714)
- Henry Scudamore, 3. Duke of Beaufort, 10. Earl of Worcester (1707–1745)
- Charles Somerset, 4. Duke of Beaufort, 11. Earl of Worcester (1709–1756)
- Henry Somerset, 5. Duke of Beaufort, 12. Earl of Worcester (1744–1803)
- Henry Somerset, 6. Duke of Beaufort, 13. Earl of Worcester (1766–1835)
- Henry Somerset, 7. Duke of Beaufort, 14. Earl of Worcester (1792–1853)
- Henry Somerset, 8. Duke of Beaufort, 15. Earl of Worcester (1824–1899)
- Henry Somerset, 9. Duke of Beaufort, 16. Earl of Worcester (1847–1924)
- Henry Somerset, 10. Duke of Beaufort, 17. Earl of Worcester (1900–1984)
- David Somerset, 11. Duke of Beaufort, 18. Earl of Worcester (1928–2017)
- Henry Somerset, 12. Duke of Beaufort, 19. Earl of Worcester (* 1952)

Titelerbe (Heir apparent) ist der älteste Sohn des aktuellen Titelinhabers, Robert Somerset, Marquess of Worcester (* 1989).